# Денисюк Семен Авксентійович
Семе́н Авксе́нтійович Денисю́к (2 (15) лютого 1904 , Висоцьк, Бережецька волость, Волинська губернія, Володимир-Волинський повіт, Російська імперія  — невідомо ) — український державний діяч. Депутат Верховної Ради УРСР першого скликання (1940–1947).

## Біографія
Народився 2 (15) лютого 1904 року в багатодітній селянській родині в селі Висоцьк, нині Любомльський район, Волинська область, Україна. Під час Першої світової війни батько з родиною переселився в село Піщанка Новомосковського повіту Катеринославської губернії. Закінчив початкову школу. 1920 року повернувся в рідне село, яке з 1921 року перейшло до Польщі. Після смерті батька в 1920 році — наймитував. У 1925 році був призваний до польської армії. За дисциплінарні покарання провів три місяці на гауптвахті. Після демобілізації повернувся до рідного села, де знову наймитував у заможних селян. За революційну пропаганду арештовувався польською поліцією.
З вересня 1939 року, після захоплення Західної України Чероною армією — керівник і організатор загону народної гвардії (сільської міліції) у селі Висоцьк, голова Висоцького селянського комітету (сільської ради), голова Бережнецького волосного виконкому Любомльського району, заступник голови виконавчого комітету Любомльського міської ради депутатів трудящих Волинської області.
1940 року був обраний депутатом Верховної Ради УРСР першого скликання по Любомльському виборчому округу № 305 Волинської області.
Член ВКП(б) з 1945 року.
З початком Великої Вітчизняної війни — в евакуації у Ворошиловградській (нині Луганській) області, з 1942 року — в Казахській РСР.
Станом на 1945 рік — заступник голови виконавчого комітету Любомльської районної ради депутатів трудящих Волинської області.